# Preuve empirique en médecine
Cet article concerne l'application de la preuve empirique à la médecine. Pour le terme générique, voir Preuve empirique.
Les preuves empiriques ou du monde réel (en anglais : Real world evidence (RWE)) en médecine désignent les preuves obtenues à partir des données du monde réel, qui sont des données d'observation obtenues en dehors du contexte des essais randomisés contrôlés (ECR) et générées au cours de la pratique clinique de routine. 
Afin d'évaluer les résultats pour les patients et de garantir que les patients reçoivent le traitement qui leur convient, des données réelles doivent être utilisées. Les preuves empiriques sont générés en analysant les données qui sont stockées dans les dossiers de santé électroniques (DSE), les bases de données des réclamations médicales ou des activités de facturation, les registres, les données générées par les patients, les appareils mobiles, etc. Il peut être dérivé d'études d'observation rétrospectives ou prospectives et de registres d'observation. Aux États-Unis, le 21st Century Cures Act obligeait la FDA à étendre le rôle des preuves réelles.
Les preuves réelles entrent en jeu lorsque les essais cliniques ne peuvent pas vraiment tenir compte de l'ensemble de la population de patients d'une maladie particulière. Les patients souffrant de comorbidités ou appartenant à une région géographique éloignée ou à une limite d'âge qui n'ont participé à aucun essai clinique peuvent ne pas répondre au traitement en question comme prévu. Les données empiriques apportent des réponses à ces problèmes et analyse également les effets des médicaments sur une plus longue période.
Dans le monde anglophone, les sociétés pharmaceutiques et les assureurs-maladie étudient ses données pour comprendre les parcours des patients afin de prodiguer des soins appropriés aux personnes appropriées et de minimiser leurs propres risques financiers en investissant dans des médicaments efficaces pour les patients.